# 아리마 료키쓰

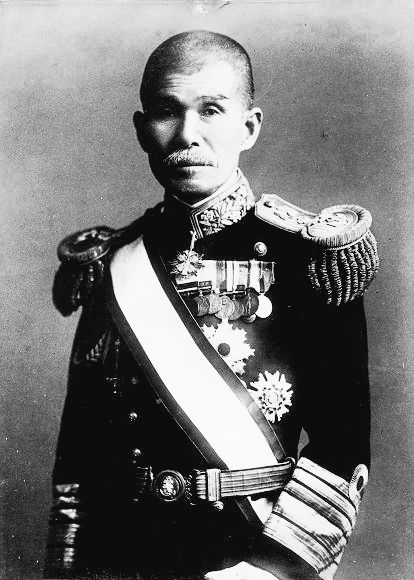
아리마 료키쓰

아리마 료키쓰(有馬良橘)는 일본 제국의 해군 군인이다. 기슈번사 집안 출신으로 후에 동향출신 아리마 유타카(有馬寛)를 양자로 두었다.